# 社会主义工人潮流
社会主义工人潮流（葡萄牙語：Corrente Socialista dos Trabalhadores，缩写为CST）是巴西的一个托洛茨基主义组织。该组织成立于1992年，分裂自社会主义融合。2004年，该组织参与创建社会主义和自由党，并作为它的一个政治派系存在。2023年6月，该组织宣布与社会主义和自由党决裂，不再作为其政治派系。该组织的意识形态是社会主义、马克思主义、托洛茨基主义。该组织的政治立场是极左翼。该组织的总部位于里约热内卢。该组织的青年翼是“起来战斗”。该组织出版刊物《社会主义战斗》。该组织是国际工人团结—第四国际的支部。